# Tatra T77

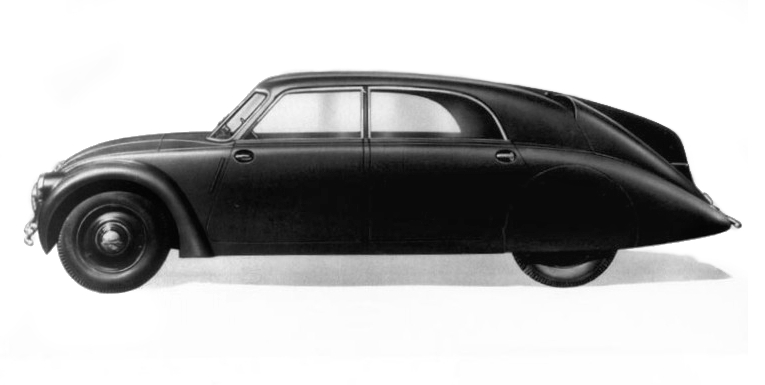

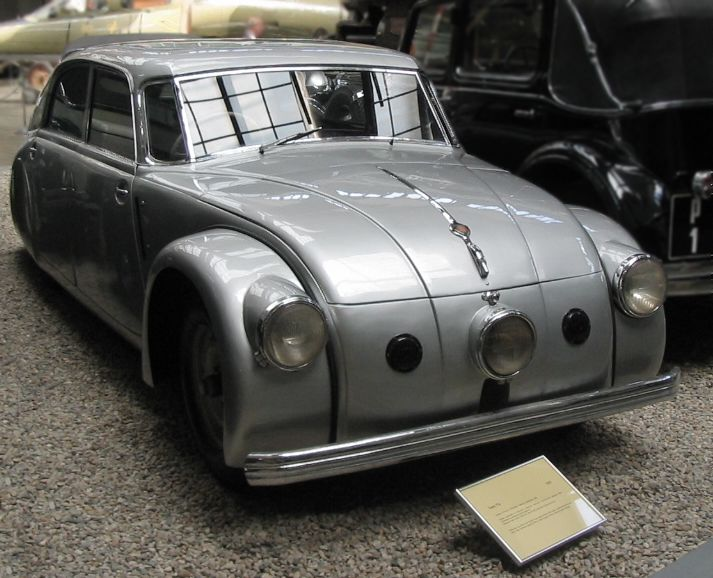
Tatra T 77a.

Tatra T77 är Tatras strömlinjeformade bakhjulsdrivna bil från 1933 som byggdes i en begränsad upplaga på ett hundratal bilar. Det var den första bilen som provades i vindtunnel,  innan dess var det bara flygplan och zeppelinare som provades i vindtunnel. Idag är Tatra T77 ett mycket dyrt samlarobjekt.
Motorn är bakmonterad.
- T 77 motor luftkyld V-8, 60 hästkrafter
- T 77 A motor luftkyld V-8, 70 hästkrafter